# Sambahsa
El sambahsa [samˈbaːsa], también conocido como sambahsa-mundialect es una lengua auxiliar internacional (IAL) ideada por el lingüista francés Olivier Simon. Entre los IAL, se clasifica como lengua mundial. Se basa en la lengua protoindoeuropea (PIE) y tiene una gramática relativamente compleja. El idioma se publicó por primera vez en Internet en julio de 2007; antes de eso, el creador afirma haber trabajado durante ocho años. Según uno de los raros estudios académicos que abordan lenguas auxiliares recientes, "el sambahsa tiene un vocabulario extenso y una gran cantidad de material de aprendizaje y referencia".